# Steve Backshall
Stephen James Backshall, dit Steve Backshall, né le 21 avril 1973, est un naturaliste, écrivain et animateur de télévision anglais, récompensé de la BAFTA, mieux connu pour sa présence dans l'émission Redoutables créatures. Il a présenté un millier d'épisodes, voyagé dans une centaine de pays, et est dirigeant de nombreuses organisations de luttes pour la vie sauvage. Derrière la caméra, il explore divers environnements hostiles, et a été attaqué par de nombreux types d'animaux incluant serpents, crocodiles, requins, hippopotames, et éléphants.

## Biographie
Steve Backshall, né le 21 avril 1973 à Bagshot au Royaume-Uni, a été élevé dans une petite ferme, entouré d'animaux. Ses parents travaillent tous deux pour la British Airways, et toute sa famille voyageait dans de nombreux lieux exotiques. Jeune, il voyage en solitaire en Asie, en Inde et en Afrique et fait des études à l'Université d'Exeter, puis à l'Open University. Après l'université, Backshall part vivre au Japon pendant un an pour y apprendre les arts martiaux ; il devient ceinture noire en judo, et ceinture marron au karaté. Il retourne ensuite au Royaume-Uni. En 1997, il tente de s'aventurer seul dans la moitié ouest de la Nouvelle-Guinée (une zone plus tard connue sous le nom de Papouasie) ; il tente de survivre dans une forêt tropicale pendant trois mois, en vain. Il a ensuite l'idée de créer une émission grâce à une caméra vidéo, puis part dans la jungle colombienne.
Backshall passe cinq ans comme animateur de télévision et producteur avec la chaîne National Geographic, avant de participer à l'émission Really Wild Show sur BBC, en 2003. Quatre ans après le retrait de cette émission, il s'implique dans l'exploration avec la BBC Natural History Unit, pour le tournage d'émissions telles que Lost Land of the Jaguar. En 2008, Redoutables créatures est en cours de développement, idem pour une émission dérivée intitulée Live n' Deadly. En 2010 et 2011, Backshall repousse l'émission plus loin en voyageant dans 20 endroits à travers le Royaume-Uni ; plus de 35 000 spectateurs venaient assister Backshall et lui poser des questions sur la vie sauvage.
En juillet 2008, en tentant d'escalader une falaise glissante, Backshall fait une chute de 10 mètres sur des rochers dans la Wye Valley, dans la Forêt de Dean. L'impact disloque l'une de ses chevilles, et lui brise deux vertèbres. En 2012, Backshall obtient un diplôme de doctorat à l'Université d'Exeter.

## Carrière

### Télévision
Redoutables créatures et ses programmes dérivés présentent Backshall voyageant dans le monde à la recherche de prédateurs, pas seulement dangereux pour l'Homme, mais également dans leur milieu naturel. Il a déjà nagé auprès d'une variété de requins comme le requin blanc, le requin-bouledogue, le grand requin-marteau, le mako et le requin-tigre, attrapé des cobras et des mambas noirs, touché une veuve noire, et s'est fait mordre devant la caméra par un caïman, à la recherche d'un anaconda. Les programmes sont retransmis sur les chaînes Nat Geo Wild, Animal Planet, et BBC à l'international. Entre 2013 et 2014, une quatrième saison est filmée en Antarctique et dans le cercle Arctique, aux côtés notamment d'ours polaires.
Dans l'émission Super Giant Animals, Steve explique au téléspectateur pourquoi certains animaux mesurent des tailles colossales. Le moment le plus fort de l'émission présente Steve aux côtés de crocodiles du Nil, notamment. Il dirige également l'émission Swimming with Monsters, diffusée sur Discovery TV, dans lequel il côtoie notamment un anaconda de cinq mètres.
Dans Lost Land of the Tiger sur BBC One, l'équipe traverse le Bhoutan, et découvre une nouvelle espèce de tigres du Bengale, dans les Himalayas. Dans Lost Land of the Volcano, Backshall mène la toute première expédition avec le Mont Bosavi (en) en Papouasie-Nouvelle-Guinée, là où ils découvrent de nouvelles espèces de couscous, de grenouilles et rats géants, les plus grands jamais vus sur Terre. En 2007, l'équipe se dirige vers la Guyane, un voyage durant lequel Backshall escalade avec succès le Mont Upuigma. Au sommet, ils y découvrent une espèce endémique de grenouilles et de rongeurs, ainsi qu'un mammifère non-identifié. Dans Venom Hunter sur Discovery TV, il voyage en Amérique du Sud afin d'en apprendre plus sur les venins ; dans cette expédition, il est initié à un rituel durant lequel il est piqué par une centaine de Paraponera, la fourmi la plus douloureuse au monde. Il filme également Extreme Caving, diffusé sur BBC One avec Kate Humble (en), et Secret Wilderness Japan sur BBC Two. À cette même période, il présente The One Show sur BBC. Il tourne en direct lors du Inside the King Cobra sur Sky One, et Expedition Borneo sur BBC.

### Ouvrages
En mai 2012, le premier volet d'une nouvelle fictive, The Falcon Chronicles, est publié. La première nouvelle est intitulée Tiger Wars. Il se centre sur les aventures d'une fille et d'un garçon, tentant de survivre à une guerre entre tigres. Tiger Wars est nommé du Branford Boase. La seconde de la série est intitulée Ghosts of the Forest, et est publiée en 2013, la troisième, The Wilds of the Wolf, est publiée au printemps 2014.
Looking for Adventure se situe quelque part entre l'autobiographie, et des mémoires de son expéditions en Nouvelle-Guinée. Il vise un public adulte, et raconte son enfance. Son ouvrage Venom: Poisonous Creatures in the Natural World est publié en 2007, et est une analyse scientifique des venins et poisons. Deadly 60 est un ouvrage inspiré de l'émission Redoutables créatures. Wildlife Adventurer's Guide est publié en 2009. Il cible les jeunes naturalistes, et fournit des informations sur divers lieux du Royaume-Uni. En 2011, il publie Looking for Adventure, l'histoire de ses expéditions en Nouvelle-Guinée, sur son enfance, et sur la manière dont il a débuté à la télévision. Predators, également édité par Orion Publishing, classifie chaque prédateur du domaine animalier en profondeur. En 2012, il publie Deadly Diaries chez Orion. Son Deadly Detectives est un ouvrage axé sur les empreintes et données animales.

## Sports
Backshall est un montagnard, fait des raids natures, des courses en montagne, et pratique des sports d'endurance. Il a escaladé des pics comme le Cho Oyu (8201 m), et le Cholatse. Il a également participé au Marathon des Sables pendant 243 km dans le désert du Sahara en 2005 afin de collecter des fonds pour le Wolftrust. Backshall est ceinture noire en judo, et a vécu au Japon pendant un an afin d'y étudier les arts martiaux. Steve a également participé à de nombreux triathlons.

## Distinctions
En 2011, Backshall remporte deux BAFTA dans les catégories « Meilleur animateur de télévision pour enfants » et « Meilleure série découverte ». En 2009 et 2013, Backshall est nommé d'un BAFTA dans la catégorie « Meilleur animateur de télévision pour enfants », et sa série Redoutables créatures est nommée pour la « Meilleure série pour enfants ». Il est également nommé dans la catégorie « Meilleure série découverte » pour l'émission Lost Land of the Jaguar, et d'un Emmy aux États-Unis pour l'émission Expedition Borneo. Lost Land of the Volcano remporte un Wildscreen (en) Award dans la catégorie « Série à meilleure audience ».